# Поема (филм)
„Поема“ е български игрален филм (драма) от 1985 година на режисьора Стефан Димитров, по сценарий на Александър Томов. Оператор е Жоро Неделков. Музиката във филма е композирана от Георги Генков.

## Сюжет
В малко странджанско село пристига младата лекарка Ася. По пътя към селото тя пътува в компанията на мъж, който се държи доста предизвикателно. Това е Антон, който се връща в родния край след излежаването на присъда в затвора... Назначават го за шофьор на колата на здравната служба. Ася е смутена от тайнствеността около личността на Антон и се старае да се държи по-далеч от него. Още повече, че в работата ѝ има тежки случаи. Ася се сближава с инженер Димов (Иван Андонов), който работи на близката магистралата. Антон подновява връзката с жената, заради която е пратен в затвора. В момент на отчаяние той запалва дома си и изгаря в пламъците. Човешката драма на Антон помага за разрешаване на конфликтите в селото.

## Актьорски състав
- Ирен Кривошиева – Д-р Ася Петрова
- Стефан Данаилов – Антон Чолаков
- Цветана Манева – Мира
- Васил Попилиев – Кметът Лазар
- Иван Андонов – Инженер Димов
- Иван Григоров – Спиро
- Добрил Добрев – Фучев
- Петър Деспотов
- Емил Марков
- Георги Бахчеванов
- Ангелина Бояджиева
- Добрина Пенкова